# Guérillas (film, 1950)
Pour les articles homonymes, voir Guérilla (homonymie).

Guérillas (American Guerrilla in the Philippines) est un film américain réalisé par Fritz Lang, sorti en 1950.

## Synopsis
Printemps 1942. Les combats font rage entre Américains et Japonais. C'est la guerre du Pacifique. Recueillis par des villageois, non loin des côtes philippines, les survivants d'une vedette américaine bloqués par une tempête, veulent rejoindre l'Australie. Mais leur hiérarchie leur impose d'organiser la résistance en affaiblissant les troupes japonaises d'occupation afin de préparer le débarquement de l'armée du général MacArthur.

## Fiche technique
- Titre : Guérillas
- Titre original : American Guerrilla in the Philippines
- Réalisation : Fritz Lang, assisté de Robert D. Webb (non crédité)
- Scénario : Lamar Trotti d'après le roman de Ira Wolfert
- Production : Lamar Trotti
- Société de production : Twentieth Century Fox
- Musique : Cyril Mockridge
- Photographie : Harry Jackson
- Décors : Thomas Little et Stuart Reiss
- Costumes : Travilla
- Montage : Robert Simpson
- Pays d'origine : Canada
- Format : Couleurs - 1,37:2 - Dolby Digital - 35 mm
- Genre : Drame, guerre
- Durée : 105 minutes
- Dates de sortie : 
  - États-Unis : 7 novembre 1950
  - France : 17 août 1951

## Distribution
- Tyrone Power (VF : Roger Rudel) : Ensign Chuck Palmer
- Micheline Presle : Jeanne Martinez
- Tom Ewell : Jim Mitchell
- Robert Patten : Lovejoy
- Tommy Cook : Miguel
- Juan Torena : Juan Martinez
- Jack Elam : Speaker
- Robert Barrat : Général Douglas MacArthur